# Oreolpium semotum
Espèce
Oreolpium semotum est une espèce de pseudoscorpions de la famille des Garypinidae.

## Distribution
Cette espèce est endémique de Tasmanie en Australie. Elle se rencontre dans le parc national Southwest.

## Description
Le mâle holotype mesure 2,48 mm et la femelle paratype 3,23 mm.

## Publication originale
- Harvey & Šťáhlavský, 2010 : A review of the pseudoscorpion genus Oreolpium (Pseudoscorpiones: Garypinidae), with remarks on the composition of the Garypinidae and on pseudoscorpions with bipolar distributions. Journal of Arachnology, vol. 38, no 2, p. 294-308 (texte intégral).